# Terugkeer van het werk
Terugkeer van het werk (Engelse titel: Returning from Work) is een schilderij van de Amerikaanse kunstschilder Walter MacEwen uit rond 1885. Het toont een groep landarbeiders nabij Hattem, die aan het einde van een werkdag huiswaarts keren. Het doek bevindt zich in de privécollectie van George Haigh in Cambridge in de Amerikaanse staat Massachusetts.

## Invloeden
Terugkeer van het werk is een vroeg schilderij van MacEwen, ontstaan in een periode dat hij sterk beïnvloed werd door het naturalisme. Het naturalisme bepleitte een onsentimentele, onopgesmukte, realistische weergave van het plattelandsleven, in een tijd dat traditionele leefwijzen toenemend onder druk kwamen te staan door de opkomende industrialisatie. Meer specifiek zijn invloeden herkenbaar van de Haagse School, met name in de lossere penseelhantering, onder meer te zien in de grijze schildering van de Hollandse lucht. Later zou MacEwens werk meer minder prozaïsch en meer verhalend worden, minder somber ook, meer optimistisch.

## Afbeelding

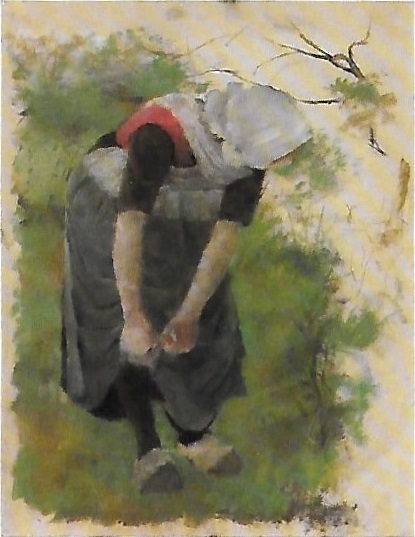
Studie in pastel.

Terugkeer van het werk beeldt op ruim formaat een terloops moment af tijdens een gewone werkdag en biedt daarmee een glimp glimp van het alledaagse Hollandse plattelandsleven uit die tijd. Een groep arbeiders in eenvoudige, enigszins versleten kleding, sjokt na gedane arbeid vermoeid over een pad in het ruige vlakke land richting het dorp in de verte. Nadat het werk in 1886 werd geëxposeerd in de Parijse salon schreef een Franse criticus: "Al die ruggen van mannen en vrouwen, die ruggen die ietwat krom geworden zijn van het werken, die ronde en aandoenlijke ruggen van fatsoenlijke mensen, al die ruggen weten te ontroeren". Op de voorgrond blijft een boerenvrouw even staan om in een wat ongemakkelijke houding haar kousenband opnieuw vast te maken. Een jongeman stop even en kijkt over zijn schouder om naar het bukkende meisje. Het tafereeltje oogt spontaan. Wellicht vormen hij en het meisje een koppel, de kijker mag het verder invullen.
MacEwen schilderde Terugkeer van het werk in het Gelderse Hattem, waar hij na zijn studie in Parijs een atelier had betrokken. Hij vond zijn modellen onder de lokale bevolking, arbeiders die veelal werkte op de veengronden in de omgeving. Hij maakte diverse voorstudies in pastel.